# Yao Jinnan
Yao Jinnan (姚金男S, Yáo JīnnánP; ora chiamata Yao Ziyi, 姚梓钇S, Yáo ZǐyǐP; Fujian, 8 febbraio 1995) è un'ex ginnasta cinese, campionessa mondiale alle parallele nel 2014.
Plurimedagliata ai Campionati Mondiali di Tokyo 2011, partecipa alle Olimpiadi di Londra 2012 e diventa campionessa mondiale alle parallele asimmetriche a Nanning 2014.
Ha una sorella gemella, anch'essa ginnasta, ma non a livello internazionale e professionistico.

## Carriera

### 2011
Debutta a livello internazionale nel 2011, vincendo la medaglia d'oro alle parallele, trave e corpo libero alla Coppa del Mondo di Cottbus. In seguito vince altri due ori, uno al corpo libero e uno alle parallele, alla tappa di Coppa del Mondo di Doha.
Ai Campionati Nazionali Cinesi si piazza seconda nel concorso generale individuale. Vince inoltre l'argento alle parallele e il bronzo al corpo libero. Alla Japan Cup vince, insieme a Yang Yilin, Sui Lu e Huang Qiushuang, la medaglia d'oro nel concorso a squadre. Individualmente, vince il bronzo nel concorso generale.

#### Campionati mondiali di Tokyo 2011
Viene selezionata per far parte della squadra cinese che compete ai Campionati Mondiali di Tokyo 2011. Svolge degli ottimi esercizi di qualifica e riesce a qualificarsi alla trave, al corpo libero e nella finale del concorso generale individuale col punteggio più alto dell'intera nazionale. Inoltre, si posiziona nona alle parallele asimmetriche, diventando così la prima riserva ufficiale.
Nella finale a squadre contribuisce, con degli ottimi esercizi, a far vincere la medaglia di bronzo alla Cina. Nella finale individuale vince un altro bronzo, dietro alla vincitrice Jordyn Wieber e Viktorija Komova. Yao cade durante il suo esercizio alla trave; senza la deduzione di un punto per la caduta, il suo punteggio complessivo sarebbe stato sufficiente per battere tutti i concorrenti, facendola diventare campionessa mondiale. Sarebbe così diventata la prima ginnasta cinese ad aver vinto un titolo generale individuale.
Si posiziona al secondo posto nella finale alla trave, vincendo la medaglia d'argento dietro la connazionale Sui Lu e arriva quarta al corpo libero, dietro di soli 0.134 decimi dalla medaglia di bronzo Aly Raisman.

### 2012
Al Test Event Pre-Olimpico in gennaio, Yao compete alle parallele e alla trave, qualificandosi rispettivamente al terzo e quinto posto. Commette alcuni errori durante la finale alle parallele, ma riesce a vincere la medaglia di bronzo dietro la russa Anastasija Grišina e la francese Youna Dufournet. Durante la finale alla trave cade più volte e si posiziona al sesto posto, in una gara vinta dall'italiana Carlotta Ferlito.
Durante la tappa di Coppa del Mondo a Zibo, nel marzo del 2012, Yao compete alla trave e corpo libero, qualificandosi in entrambi gli attrezzi al primo posto. Nelle finali conferma le posizioni di qualifica, arrivando prima davanti alla connazionale Huang Qiushuang, vincitrice di due argenti in entrambi gli attrezzi.
In vista dei Campionati Nazionali, si infortuna al ginocchio durante la prova podio ed è costretta a ritirarsi.

#### Olimpiadi di Londra
Yao viene selezionata per far parte della squadra cinese che compete alle Olimpiadi di Londra, nonostante un infortunio alla coscia che le impedisce di essere al massimo della forma.
Il 29 luglio, con la giornata di qualificazione femminile, inizia la sua avventura olimpica. Cade durante l'esercizio alla trave dove ottiene un misero 12.833 (51ª posizione), cade durante il corpo libero (13.066 - 54º posto) e cade ancora durante il suo doppio avvitamento al volteggio, dove ottiene 13.133. Alle parallele, invece, riesce a svolgere una buona routine e, con 15.766 punti, si qualifica al quarto posto per la finale ad attrezzo. Nonostante i bassi punteggi in tre attrezzi, riesce a qualificarsi al ventiduesimo posto ma, a causa della regola "two per country", solo le due atlete della stessa nazionalità col complessivo più alto possono qualificarsi. In questo caso, Deng Linlin e Huang Qiushuang.
Durante la finale a squadre, Yao compete al volteggio e alle parallele asimmetriche. Esegue un forte esercizio alle parallele che le frutta un buon 15.533 mentre al volteggio, a causa di un basso atterraggio, ottiene un modico 14.333. A causa del suo basso punteggio al volteggio e altri falli da parte delle compagne di squadre, la Cina non riesce a salire sul podio, arrivando al quarto posto.
Nella finale di specialità alle parallele, Yao esegue una quasi perfetta routine con un bellissimo doppio teso d'uscita. Viene premiata con un 15.766 e finisce la gara al quarto posto, dietro di soli 0.150 decimi dalla medaglia di bronzo Beth Tweddle.

### 2013: Mondiali di Anversa
Torna a competere ai campionati nazionali dove vince l'oro nel concorso generale, insieme a Shang Chunsong, vince anche l'argento alle parallele, dietro a Shang Chunsong.
Inoltre allena il difficile Mo Salto alle parallele per i Mondiali con lo scopo di diventare campionessa del mondo di specialità.
Viene selezionata per Mondiali di Anversa come capitano della squadra cinese.
Durante le qualificazioni compete su tutti e quattro gli attrezzi e svolge dei buoni esercizi al volteggio (14.766), parallele (15.433), commette diversi errori al corpo libero (13.666), cade dalla trave, ma grazie all'alta difficoltà dell'esercizio ottiene comunque un buon punteggio (14.100). Nonostante gli errori riesce a qualificarsi per il concorso individuale al terzo posto, per la finale alle parallele al primo posto e nonostante la caduta si qualifica nona alla trave, a soli 33 millesimi di distacco dalla russa Aliya Mustafina (14.133).
Nella finale individuale svolge un buon volteggio (14.800), delle buonissime parallele (15.333), ma cade ancora una volta dalla trave (13.633), e commette alcuni errori al corpo libero (13.866). A causa di questi errori finisce al quinto posto.
Il giorno seguente compete alla finale alle parallele, dove cade inaspettatamente proprio durante il Mo Salto, con 14.633 finisce al sesto posto.

### 2014
Ad inizio aprile 2014 viene comunicato che Yao cambia il nome, da «Jinnan» a «Ziyi»: il primo significa infatti "Oro difficile da raggiungere", e spera così scaramanticamente di riuscire a vincere una medaglia d'oro.
A maggio diventa campionessa nazionale nel concorso individuale e alle parallele asimmetriche, vince l'argento al corpo libero. Durante l'estate viene scelta per partecipare ai Giochi Asiatici, dove vince quattro medaglie d'oro.
Viene selezionata per partecipare ai Mondiali di Nanning. Compete in tutti gli attrezzi, riuscendo a qualificarsi per la finale alle parallele asimmetriche, alla trave, nel concorso individuale e in quello a squadre. Con la nazionale cinese, formata da Huang Huidan, Shang Chunsong, Tan Jiaxin, Bai Yawen, Chen Siyi e Xie Yufen (riserva) vince la medaglia d'argento (172.587) dietro solo agli Stati Uniti d'America (179.280 punti). Nella finale all-around, a causa di diversi errori durante l'esercizio al corpo libero, termina la gara al quinto posto; vince la medaglia d'oro alle parallele con 15.633 punti. Viene inoltre premiata come "ginnasta più elegante" della competizione.